# Скайлайн (панорама)
Ска́йла́йн (англ. Skyline — «очертания на фоне неба») — линия города; урбанистическая панорама или вид на город со стороны. Вид на город сверху не является скайлайном. Слово используется фотографами при съёмке небоскрёбов. Основу скайлайна составляют доминирующие небоскрёбы. Наиболее эффектные скайлайны при взгляде со стороны водоёма, в связи с тем, что ближайшие дома видны наиболее отчётливо. Скайлайн зачастую используют в киноиндустрии.

## См. также

Скайлайн — Панорама Манхэттена, Нью-Йорк из Хобокена